# Khurasan (província mongola)
Khurasan o Khorasan fou una província de l'Imperi Mongol i després de l'il-kan de Pèrsia. El poder mongol es va descompondre a partir de la mort d'Abu Said Bahadur Khan (1335) fins que va passar a Tamerlà en successives etapes el 1381, 1383, 1387 i 1389. El nom regional de Khorasan existia d'ençà el segle vii, sent el nom que els àrabs van donar a totes les terres a l'est del Jibal iranià -vegeu Khorasan (província del Califat)- i encara que inicialment sota els abbàssides la seva extensió no estava definida, al període mongol el Khurasan propi el formava bàsicament la regió amb centre a Nixapur, estenent-se al nord fins al desert de Kara Kum i al sud fins al desert de Dasht-i kavir i Dasht-i Lut; el Kuhistan, entre Khurasan i la continuació del Dasht-i Lut (que el separava de Yadz i Kirman) no formava part estrictament del Khurasan tot i que a vegades hi va estar agregat a efectes administratius. A l'oest tenia Gurgan, Kumis i Mazanderan-Tabaristan i a l'est Badghis (Herat).

## Domini mongol
Sota els mongols la regió fou objecte de devastacions, massacres i destruccions i es va despoblar parcialment, procés que va continuar uns anys. A la mort de Txingtemur, comandant militar del Gran Khorasan, el gran kan Ogodei va encarregar a Korguz el cens i la recaptació d'impostos en aquest territori i el 1236, Ogodei li va demanar d'aixecar el país. Korguz va residir a Tus, població que va fer reconstruir i va aconseguir reviscolar el territori que havia quedat àmpliament despoblat per les massacres de Genguis Kan. Va aturar la massacre de la població iraniana i el saqueig de les viles i les entregues de bens més enllà del tributs establerts i va repoblar les ciutat en vies de despoblament com Herat. Va forçar als senyors mongols a enviar la major part del seus tributs directament al gran kan. A causa de les seves mesures la regió es va començar a recuperar i la seva economia va agafar embranzida. Korguz va protegir als musulmans (finalment es va acabar convertint). A la mort d'Ogodei el 1241, la influència a la cort va passar a la facció oposada a Korguz, i aquest fou cridat davant la regent Toragana. Argun Aga, el subgovernador, fou l'encarregat d'arrestar el general-governador i portar-lo a Mongòlia; Korguz fou entregat pels comandants militars al seu adversari Kara Hülegü, kan de Txagatai, que el va fer matar (1242) per una antiga ofensa. Argun Aga, que era el cap del cos militar anomenat Harazaja, establert al Khurasan, va rebre el govern del Khurasan, Iran i Iraq (a l'oest de l'Oxus fins Anatòlia).
Argun Aga va arribar al Khurasan el 1243 o 1244. El 1246 fou cridat a Mongòlia per l'entronització de Guyuk, que el va confirmar al càrrec. Home cultivat i acostumat als afers d'estat, va trencar les esperances dels senyors mongols quan va continuar amb la política iniciada per Korguz, protegint la població iraniana contra les violències dels mongols, i liquidant l'anarquia feudal. A la mort de Guyuk l'abril del 1248 es van presentar càrrecs en contra seu per part de la vídua de Guyuk. L'estiu del 1249 Argun estava ja convençut de poder enfrontar els càrrecs en obtenir suports a totes les branques de la família genguiskànida, cosa que li va permetre superar el període de lluita pel poder i l'eliminació dels ogodeïdes i els seus seguidors (incloent el general Eljigidei). Va anar a Mongòlia el 1251 per l'entronització del nou kan Mongke però va fer tard; tot i així la seva autoritat sobre les regions occidentals fou confirmada pel nou kan i li foren retornades les regions confiades al general Eljigidei. Möngke va establir, a petició d'Argun, un sistema fiscal més just i rigorós, eliminant les exempcions dels senyors mongols, que generalment se les havien atorgat ells mateixos, i va prohibir la imposició arbitrària de tributs. Seguint el model de la Transoxiana, va introduir un tribut únic proporcional als ingressos del tributari, en lloc de beneficis irregulars procedents dels saquejos; el nou sistema va contribuir a un redreçament lent però efectiu de l'economia del Khurasan, que permetia pagar l'exèrcit i els serveis essencials. Vers el 1255 es van aixecar noves acusacions i es va enviar un inspector a examinar els comptes. El 1256 va arribar a Pèrsia el príncep Hulagu (germà de Mongke) amb un gran exèrcit. Argun Aga estava retornant a Mongòlia quan va quedar aturat uns mesos a Transoxiana per Hulagu però finalment va poder seguir viatge (estiu del 1256) i va aconseguir imposar-se als seus enemics a la cort (segons una font armènia fou empresonat i carregat de cadenes però es va salvar per la intercessió del príncep Simbaci Orbelian de la Siunia).

### Sota els ilkhans
Va retornar a Pèrsia i va servir a Hulagu i al seu fill Abaka generalment com a recaptador al Khurasan. Del 1259 al 1261 va dirigir operacions militars contra senyors rebels a Geòrgia i el 1262 fou enviat altre cop al Khurasan junt amb Abaka per cooperar amb el txagatai Alqu contra l'Horda d'Or. Abaka va succeir al seu pare el 1265 i llavors Argun va passar al servei de Tubshin, germà petit del nou Il-kan, que havia estat nomenat governador del Khurasan i va participar en la guerra contra les forces del kanat de Txagatai el 1269/1270. El 1272 o 1273 va fer el cens a Geòrgia. Arghun va morir a Radkan, prop de Tus, el 17 de juny de 1275. Va deixar un bon nombre de fills que van assolir el comandament hereditari dels Hazaraja. Destaca el general (amir) Nawruz, que al morir el seu pare considerava el Khurasan com el seu feu natural i el va governar entre 1278 i 1297 estant en rebel·lio del 1289 al 1294 i després el 1296 per uns mesos fins a la seva execució el 1297. Vegeu article Nawruz.
El desembre de 1296, el Khorasan, desguarnit de les seves tropes, estava amenaçat una vegada més des de la Transoxiana (Txagatai). Nawruz fou encarregat de la missió d'anar al Khorasan a defensar-lo. A l'arribada de Nawruz, els exèrcits invasors que acabaven d'assolar el Khorasan i el Mazandaran es van replegar més enllà del Amudarià. Per una carta al sultà mameluc contestada fora de temps, Ghazan el va considerar traïdor i va enviar contra ell a Kutlugh Shah, que va marxar al Khorasan per arrestar-lo. Kutlugh va arribar a Damavand i Nawruz va sortir de Nixapur per atacar l'avantguarda de Kutlugh, però tot i disposar de forces superiors en nombre fou derrotat. Els seus dos fills foren fets presoners i executats. Nawruz va fugir a Herat, on el sobirà kart de la regió, Fakhr al-Din, el va acollir. Nawruz va entrar a Herat amb 400 homes i en companyia de Fakhr al-Din es va establir a la ciutadella. Poc després arribava Kutlugh que va assetjar la ciutat; Herat, ben fortificada, va resistir. Kutkugh va escriure una carta al gran muftí de Djam (Jam), sogre de Fakhr al-Din, en la qual amenaçava de destruir Herat si no entregava a Nawruz; Ghazan va fer enviar una còpia de la carta al mateix Nawruz per sembrar el dubte sobre si podia tenir confiança amb Fakhr al-Din; aquest darrer, efectivament, pensant que tard o d'hora la ciutat seria conquerida, va decidir l'entrega del seu hoste. Fakhr al-Din va avisar Kutlugh Shah que havia arrestat Nawruz i li va demanar que a canvi de la seva entrega, obtingués la seguretat que ell mateix seria perdonat per Ghazan. Ja en mans de Kutlugh, Nawruz fou interrogat però no va voler respondre i finalment fou tirat a terra i tallat per la meitat en dues parts. El seu cap fou enviat a Ghazan a Bagdad. Kutlugh Shah va aixecar el camp i va tornar a l'Iraq.

### Ja'un-i-Qurban
Però amb la seva mort el 1297 no acabava el domini de la família al Khurasan. La regió formava una àrea especial de recaptació d'impostos que junt al Khurasan abraçava també Kuhistan, Qumis, Mazandaran i Tabaristan, en la qual el governador tenia dret a reservar una part important del rendiment de l'impost teòricament per destinar-ho al pagament de les tropes, privilegis que s'havien autoatorgat els grans senyors mongols. Un membre de la família, Arghun Shah, net d'Argun Aga, va conservar el control amb el suport de la tropa anomenada dels hazaraja formada per tres (ja'un) de cada cent (qurban) membres d'una unitat militar sense consideració de la seva adscripció tribal. Per això aquesta força fou coneguda com els Ja'un-i-Qurban.
Uns anys abans de la mort d'Abu Said, el 1328, el visir Ghiyath al-Din Muhammad ibn Rashid al-Din va prendre mesures per l'abolició de l'abus en els impostos al Khurasan i va demanar el suport de Shaikh Hasan-i Buzurg, nomenat poc abans amir al-ulus; també va requerir suport de Shaikh Ali ibn Ali Qushji i d'Ala al-Din Muhammad Faryumadi, que foren enviats al Khurasan amb aquest proposit, el primer com a governador. Els principals perjudicats per la mesura foren Togha Temur, Amir Arghun Shah, el cap del Ja'un-i-Qurban i Abd-Allah ben Mulai, el senyor del Quhistan.
A l'inici de la dècada de 1330 un predicador xiïta procedent del Mazanderan, de nom Shaikh Khalifa, va propagar les seves doctrines al Khurasan. Els sunnites el van considerar perillós i el van assassinar. Després de la seva mort un dels seus deixebles, Hasan Juri, va continuar la seva tasca i va tenir encara més èxit que el seu predecessor viatjant d'una ciutat a una altra del Khurasan. El govern desconfiava de les activitat de Juri i el va obligar a fugir (maig de 1336) cap a l'Iraq Ajamita.
El 1337, després d'una breu aliança entre Qushji i Arghun Shah que no va durar, el primer fou derrotat junt amb Togha Temur per Hasan Buzurg, i en la seva fugida fou capturat per Arghun Shah i executat. Arghun Shah va buscar l'aliança de Hasan Buzurg però sembla que no la va aconseguir i el jalayírida va nomenar governador de Khurasan, Mazandaran i Kuhistan, a Muhammad-i Mulay o Mulai que devia pertànyer a la família de caps del Kuhistan; Hasan Buzurg va mantenir un cert respecte per Togha Temur però va intentar controlar Khurasan però tampoc se'n va sortir. D'altra banda, Hasan Buzurg, derrotat pels cobànides, es va acostar al kan Togha Temur (estiu del 1338), que va fer un nou intent cap a l'oest (1339) igualment fracassat com el de 1337 i Hasan Buzurg, desconfiant del kan, es va entendre amb els cobànides, mentre Togha Temur s'havia de retirar a Gurgan. Mentre, a Sabzawar, s'havien revoltat els propietaris afectats per la reforma fiscal, i s'havien apoderat de Sabzawar i Bashin (1337).

### Els inicis dels sarbadars
Hasan Juri va retornar i Arghun Shah el va arrestar (1339/1340) i el va tenir a Yazir. En aquest moment el sarbadar Masud, germà i successor del primer líder rebel, havia fet la pau amb Togha Temur i l'havia reconegut d'acord amb Arghun Shah de Nixapur el seu comandant en cap, i és possible que Masud demanès l'alliberament de Juri, que segurament era força popular a Sabzawar i Bashtin, les dues ciutats sota control del sarbadàrides. Masud es va fer novici (murid) de la secta de Juri i li va donar participació al govern i en les pregaries oficials eren esmentats els noms del kan, de Hasan Juri i finalment de Masud. Juri va anunciar l'imminent retorn del duodècim imam. Juri ja havia organitzat un grup secret per l'establiment d'un estat teocràtic xiïta incloent una força militar que s'organitzava en la línia de la futuwwa amb artesans i mercaders.
La cooperació entre Masdud i Hasan Juri a Sabzawar va funcionar amb tensions. Juri era molt popular entre la població xiïta, majoritària a Sabzawar i Bashtin i Masud no podia competir amb aquesta popularitat, però tenia un projecte d'estat teocràtic xiïta. En canvi Masud aspirava a ser part del Khurasan dins d'un imperi il-kànida sunnita sota el govern de Togha Temur i com a segon cap el líder cobànida, apareixen dues tendències: els sarbadars originals (seguidors d'Abd al-Razzaq i Madud) i els seguidors de Hasan Juri, anomenats Shaikhiyan (per distingir-se).
El 1340 els sarbadars van atacar a Arghun Shah dels Ja'un-i Qurban, que va haver d'entregar Nixapur i retirar-se a Tus. Sembla que les tropes d'Arghun Shah s'havian mobilitzat per donar suport al kan en la seva campanya occidental. El 1341 monedes de Togha Temur foren encunyades a Sabzawar mentre el kan feia campanya a l'oest. Si els sarbadars esperaven que amb això el kan passaria per alt el seu atac a Nixapur, es van equivocar perquè a la tornada, Togha Temur va atacar Sabzawar però fou derrotat i es van haver de retirar cap a Mazandaran i algunes figures eminents com el visir del kan Ala al-Din Muhammad (els impostos del qual foren l'origen de la revolta dels sarbadar) i el governador Abd-Allah ibn Mulai van morir en combat; tanmateix el germà del kan, Ali Ke'un, va perdre la vida. Les victorioses forces dels sarbadar (12.000 homes) i dels shaikhiyan (uns centenars) van ocupar Jajarm, Damghan i Simnan o Semnan, i la capital familiar de Togha Temur, Gurgan. Amb la presa de Nixapur havien trobar una població principalment sunnita; ara amb la conquesta de Simnan esdevenien veïns dels cobànides que també eren sunnites.

### Progressiva pèrdua de poder del kanat
La sobirania de Togha Temur es va donar per liquidada i es va reconèixer al cobànida Hasan Kučik i al sultà titella Sulayman Khan (nomenat pel cobànida). Seguramen Hasan Juri, tot i tractar-se de prínceps sunnites, hi va estar d'acord però fou un motiu mes de desacord. Masud rebutjava la conversió forçosa de la població sunnita dels territoris conquerits al xiisme (el territori dominat tenia una superfície similar a l'illa d'Irlanda). El reconeixement del cobànida i de Sulayman Khan suposava també un problema amb els veíns orientals, els kart d'Herat, ara governats per Muiz al-Din Husayn, fill de Fakhr al-Din que havia matat a Amir Coban quan el tenia asilat fugint del kan Abu Said, el qual a més era aliat fidel de Togha Temur. El xoc entre sarbadars i karts era inevitable i els primers es van voler avançar i van penetrar a territori kart, lliurant-se batalla a Zawa, uns 120 km al sud de Nixapur (13 de Safar del 743 o 18 de juliol de 1342); inicialment semblava que els sarbadars anaven a guanyar però la mort de Juri i el rumor de que havia estat mort per ordre de Masud, va canviar la situació i els shaikhiyan (anomenats també els dervitxos) es van retirar, acabant favorablement pels kart. Es va iniciar aleshores una lluita freda entre l'ala moderada de Masud i l'ala radical dels seguidors de Jiri.
El 1341 (i fins al 1343/1344) Hasan Buzurg va tornar a reconèixer al kan, fet que ampliava la influència del Khan fora del Khurasan, però va exigir un esforç militar i econòmic del que la província en va sortir malparada.
El 1343 Masud va decidir donar el cop de gràcia al kan. Esperava poder-ho fer sense la cooperació dels dervitxos o shaikhiyan. Togha Temur s'havia retirat al Mazandaran i havia establert el seu campament a terres situades al sud d'Amol. Gaudia del suport d'alguns prínceps i notables locals i va aconseguir mantenir tallades les línies de comunicacions entre els sarbadar i els seus aliats cobànides a l'oest. La campanya va resultar desastrosa; després de passar Sari, Masud es va dirigir a Amol, però el príncep local va ocupar Sari i li va tallar la rereguarda i les línies d'abastiments; quan Masud va persistir en avançar fou derrotat i sense poder-se retirar fou fet presoner i finalment executat. Els sarbadars van perdre totes les seves conquestes excepte segurament Juvain, la regió a l'oest de Sabzawar, i Nixapur. Però cap poder de la zona estava en disposició de dominar tot el Khurasan. Arghun Shah va assegurar el control dels Ja'un-i-Qurban i va pactar una treva per la qual Togha Temur podia tornar a Gurgan i Gorgan (ciutat) i era reconegut com a kan pels sarbardars. Arghun Shah va morir el 1345/1346 i el va succeir Muhammad Beg que va donar un gir a la política pactant la pau amb els sarbadars sempre que es mantinguessin com a lleials a Togha Temur i no hi va haver més combats excepte la lluita per Tus uns anys després.

### L'estat sarbadàrida
En endavant els límits territorials sarbadàrides foren bastant estables; el nord del Khurasan en general se'ls va escapar i es va mantenir en mans dels Ja'un-i-Qurban, però tot i així Tus va caure a les seves mans del 1357/1358 al 1361/1362, si bé els Ja'un-i-Qurban la van poder reconquerir. En temps de Shams al-Din Ali (1347-1351/52) els sarbadars tornaven a dominar Damghan on se sap que van dominar una revolta.
Xams al-Din Ali era del cercle de Hasan Juri i probablement xiïta i va introduir el xiisme com a religió d'estat, cosa que va persistir deu anys (1347-1357). Xams al-Din Ali fou assassinat per un receptador i artesà local, Haidar Qassab, al que s'havia castigat per uns problemes en la recaptació, però que potser reflectia una oposició més estesa. Togha Temur coexistia amb els sarbadars però esperava desfer-se d'ells quan tingués ocasió; no obstant els seus dominis s'havien reduit i el seu poder era minvant. El 1349 els kart d'Herat el van deixar de reconèixer així com els Ja'un-i-Qurban i les tribus turques de les terres properes a Herat, però encara disposava d'un exèrcit de 50.000 homes i, per tant, era un perill pels sarbadars. Yahya Karavi li va donar seguretat a canvi del seu reconeixement (concretat en l'oració i les monedes) i va acordar que el visitaria una vegada a l'any per portar-li el tribut. El novembre o desembre de 1353, en una d'aquestes visites anuals al campament de Sultan Duvin prop de Gorgan, Sultan Karavi es va acostar de manera subrepticia a la tenda del kan amb alguns homes i van matar el kan. Després van matar o foragitar els ramats privant als nòmades mongols del seu medi de vida. En els següents anys els sarbadars van dominar les terres fins a Rayy (a l'oest), fins a Tus al nord-est (de fet Tus no fou conquerida fins al 1357 o 1358), i fins a Astarabad i Shasman al nord-oest. Yahya Karavi fou assassinat, podria ser que per instigació de Luft Allah, el fill de Masud, que l'havia de succeir a la seva mort, però a causa de la seva joventut fou desplaçat del poder.
Haidar Qassab, l'assassí de Xams al-Din Ali, que era a Astarabad, va arribar amb forces i va instal·lar al poder al nebot de Yahya, Zahir al-Din Karavi però aviat aquest va defraudar les seves expectatives i va agafar el poder ell mateix, però no tenia gaires suports ja que pertanyia al partit de Xams al-Din Ali però l'havia assassinat i tampoc no tenia el suport dels contraris. A Isfarain, una ciutat important al nord-oest dels dominis sarbadàrides, Nasrallah, atabeg (tutor) de Lutf-Allah va iniciar una rebel·lió amb el suport dels assassins de Yahya Karavi que havien pogut escapar a la venjança de Haidar Qassab. Estava a punt d'haver-hi un enfrontament entre les forces de les dues parts quan Qassab fou assassinat per un sicari contractat per Hasan Damghani, i Lutf Allah, que acabava d'arribar, i tenia certes simpaties pel record del seu pare, va ser quasi casualment proclamat líder de l'estat. El conflicte amb Hasan Damghani no va tardar en esclatar i Luft Allah fou derrotat i el partit dels partidaris de Masud fou aniquilat.

### Amir Wali i el kan Lukman Padshah
L'evacuació d'Astarabad per Haidar Qassab va facilitar la presa del seu control per part d'Amir Wali ibn Ali Hindu, fill de l'antic governador de la regió Amir Ali Hindu. Amir Wali, que devia comptar a Astarabad amb certes complicitats de fidels del seu pare, es trobava refugiat a territori dels Ja'un-i-Qurban sota la protecció d'un dels prínceps, va retornar i es va declarar representant dels interesos del kan Lukman Padshah ben Togha Temur que era al Mazandaran. Hasan Damghani va enviar dues expedicions que foren derrotades i va quedar en situació de desafiar als sarbadars. Aquest període de certa anarquia també va veure emergir a Mashad, a la part oriental del territori sabardar i occidental dels karts, un estat teocràtic xiïta dirigit pel radical Azis (o Aziz Majdi), resultant d'una rebel·lió local que deia actuar en nom del 12è imam Muhammad al-Mahdi (940); aquesta revolta segurament comptava amb un suport dels shaikhiyan de Sabzawar (els seguidors de Hasan Juri); van tenir alguns èxits com la conquesta de Tus el 1360. Però Samghani va marxar a l'est i va derrotar els duodecimans, als que va ocupar Mashad i Tus (1261). Aziz es va exiliar a Esfahan. Mentre Damghani combatia al nord-est, al sud-oest va esclatar una revolta dirigida per Ali-yi Mu'ayyad que va arreplegar als opositors de Hasan Damghani; fins i tot va cridar a Aziz Majdi a Esfahan i es va unir a la seva ordre religiosa. Damghani estava assetjant ara el castell de Shaqqan, prop de Jajarm, quan el rebels en un atac sorpresa van ocupar Sabzawar (1361/1362). Ali-yi Mu'ayyad va demanar als seguidors de Hasan que deposessin als seus senyors i que li enviessin el seus caps com a signe de la seva lleialtat, cosa que es va produir. En aquestes circumstàncies els Ja'un-i-Qurban van recuperar Tus.
El duumvirat entre Mu'ayyad i Azis Majdi, tots dos xiites pero un molt més radical que l'altre, no va durar. En una campanya contra Malik Husayn de Herat, el segon va morir en combat. Va seguir una purga dels radicals que foren expulsats de Sabzawar. Molts dervitxos van trobar refugi a Herat, a territori muzaffàrida i al dels Ja'un-i-Qurban. Ali-yi Muayyad va governar 20 anys.
Pel seu costat Amir Wali continuava enfrontat amb els sabardars. Wali es va apoderar de Bistam i Semnan però els sarbadars van dominar algun temps Astarabad (vers 1365/1366 a 1368/1369 segons les monedes) però finalment Amir Wali la va recuperar, potser perquè Mu'ayyad no li volia disputar per tenir un estat tampó entre el seu domini i el dels jalayírides, contra els que Amir Wali va fer un parell de campanyes a la zones de Rayy i de Saveh.

### Els conflictes d'Herat
La successió d'Herat el 1370 va plantejar un problema: a la mort de Malik Mu'izz al-Din Husayn el van succeir els seus dos fills (de diferent mare) Ghiyath al-Din Pir Ali i Malik Muhammad. Pir Ali era net de Togha Temur per la seva mare Sultan Khatun i, per tant, veia a Ali-yi Mu'ayyad com un simpatitzant dels assassins del seu avi; va intentar valer-se dels exiliats xiïtes radicals i Mu'ayyad va començar a conspirar amb Malik Muhammad que governava una part menor del territori amb seu a Sarakhs. Pir Ali va atacar a Malik Muhammad, però Ali-yi Mu'ayyad va acudir al seu rescat amb un atac pel flanc a un dels castells de la frontera, els guàrdies dels quals eren emigrants sabzawaris xiïtes. Aquest cop va obligar a Pir Ali a arribar a un acord de pau amb el seu germanastre.
La lluita amb els sabadars, tanmateix, va continuar, i Ali es va veure obligat a enviar les seves forces per defensar Nixapur, deixant les seves terres occidentals exposades. Alhora, esdevenia enemic de Shah Shuja dels muzaffàrides: una rebel·lió el 1373 a Kirman contra Shah Shuja dirigida per Pahlavan Asad, va rebre suport militar d'Ali, però la rebel·lió fou derrotada el desembre de 1374. Mentre, els dervitxos de Shiraz van trobar un líder en Rukn al-Din, un membre de l'orde de Darwish Aziz i el muzaffàrida Shah Shuja els va donar diners i armes, i poc després conqueriren Sabzawar, al voltant de 1376, forçant a Ali a fugir a territori d'Amir Wali. Al voltant de la mateixa època, Nixapur fou conquerida finalment pels kàrtides de Pir Ali.
El nou govern nou de Sabzawar establia les directrius xiïtes basades en els ensenyaments d'Hasan Juri. Poc temps després, tanmateix, Amir Wali arribava davant de la ciutat. El seu grup incloïa Ali-yi Mu'ayyad, i el muzaffàrida Shah Mansur exiliat voluntàriament al Mazanderan. La ciutat fou conquerida (20 d'octubre de 1379) i Ali fou restablert com governant sarbadar, però moltes de les seves reformes s'havien abandonat. L'associació amb Amir Wali no va durar, i el 1381 aquest darrer estava assetjant SabzaWar una altra vegada. Ali, que creia que no tenia cap altra elecció, va demanar l'ajut de Timur el Coix (Tamerlà). Es va sotmetre al conqueridor a Nixapur, i Tamerlà va destruir llavors les terres d'Amir Wali a Gurgan i Mazandaran. A Radkan, quan retornava de la seva campanya victoriosa, Tamerlà va confirmar a Ali com a governador de Sabzawar.
Ali va romandre lleial a Timur, morint a Huwayza el 1386/1387 després d'estar ferit durant la campanya de Tamerlà al Petit Luristan. Com a recompensa per aquesta lleialtat, Tamerlà mai va ocupar Sabzawar amb les seves pròpies tropes, i Ali va retenir la seva administració local. Després de la mort d'Ali, els territoris sarbadars es repartiren entre els seus parents, que principalment romanien també lleials a Tamaerlà i participaven en les seves campanyes militars.
El Ja'un-i-Qurban es van sotmetre igualment a Tamerlà el 1381. El seu cap Hajji Beg es va revoltar a Tus el 1389, sense èxit.